# Спасская (Устьянский район)
Спасская — деревня в Устьянском районе Архангельской области.

## География
Находится в южной части Архангельской области на расстоянии приблизительно 15 км на юг-юго-восток по прямой от административного центра района поселка Октябрьский.

## История
В 1859 году здесь (деревня Вельского уезда Вологодской губернии) было учтено 19 дворов. До 2022 года входила в Малодорское сельское поселение до его упразднения. Действующая Спасская церковь (1829 года постройки).

## Население
Численность населения: 148 человек (1859 год), 117 (русские 92 %) в 2002 году, 89 в 2010.